# Aigisthos
I græsk mytologi var Aigisthos (latin: Aegisthus) søn af Thyestes og hans datter Pelopia. Thyestes mente, at Atreus havde snydt ham for for den mykenske trone. De to var i kamp flere gange. Thyestes havde endda en affære med Atreus kone, Aerope. Som hævn dræbte Atreus Thyestes sønner og serverede dem for faderen, uden at han var klar over det. Efter at have spist sine to sønner, spurgte Thyestes et orakel, hvordan han bedst kunne få hævn. Oraklets råd var at avle en søn med sin egen datter, og den søn skulle så dræbe Atreus.
Da Aigisthos blev født, skammede hans mor sig over sin incestøse handling. Hun forlod ham, og han blev opfostret af hyrder og diede hos en ged, deraf hans navn, der betyder "gedens styrke". Atreus, som ikke kendte til barnets oprindelse, tog Aigisthos til sig, og opdragede ham som sin egen søn.
Den nat, hvor Pelopia havde delt seng med sin far, havde hun taget hans sværd, og det gav hun senere til Aigisthos. Sværdet afslørede forholdet mellem hende og hendes far blev opdaget, hvorefter hun tog sit eget liv.
Af fjendskab mod sin bror sendte Atreus Aigisthos af sted for at dræbe ham, men sværdet, som Aigisthos bar, betød, at Thyestes genkendte sin søn, og senere vendte Aigisthos tilbage og dræbte sin onkel Atreus, mens han ofrede ved kysten. Aigisthos og hans far overtog nu deres retmæssige arv, som Atreus havde unddraget dem.
Aigisthos og Thyestes regerede derefter i fællesskab over Mykene, og sendte Atreus' sønner, Agamemnon og Menelaos i eksil i Sparta, hvor kong Tyndareos gav parret sine døtre Klytaimnestra og Helena som hustruer.
Homer lader ikke til at kende noget til alle disse tragiske begivenheder, og det eneste vi hører fra ham er, at efter Thyestes død regerede Aigisthos som konge over Mycene og tog ikke del i toget til Troja. Aigisthos forførte Klytaimnestra, Agamemnons kone, og var så uartig at sige guderne tak for den succes hvormed hans kriminelle handlinger blev kronet. For ikke at blive overrasket når Agamemnon kom hjem, sendte han spioner af sted, og da Agamemnon kom tilbage, inviterede Aigisthos ham til et måltid, hvor han lod ham myrde. Efter denne udåd regerede Aigisthos i yderligere syv år over Mykene, indtil Orestes, Agamemnons søn, vendte hjem og hævnede sin fars død ved at dræbe ægteskabsbryderne.